# 2,2-Dichlorpropan
2,2-Dichlorpropan ist eine chemische Verbindung aus der Gruppe der gesättigten Halogenkohlenwasserstoffe.

## Gewinnung und Darstellung
2,2-Dichlorpropan kann durch Reaktion von Phosphorpentachlorid mit Aceton gewonnen werden.
Es kann auch durch Reaktion von Propin mit Chlorwasserstoff dargestellt werden.
Besonders vorteilhaft wird es durch Chlorwasserstoff-Addition an Isomerengemische von 1- und 2-Chlorpropenen hergestellt; das so gebildete 2,2-Dichlorpropan kann destillativ von 1-Chlorpropenen abgetrennt werden.

## Eigenschaften
2,2-Dichlorpropan ist eine leicht entzündbare farblose Flüssigkeit, die praktisch unlöslich in Wasser ist.

## Verwendung
2,2-Dichlorpropan wird als Lösungsmittel für Pestizide verwendet.

## Sicherheitshinweise
Die Dämpfe von 2,2-Dichlorpropan können mit Luft ein explosionsfähiges Gemisch (Flammpunkt −5 °C) bilden.